# 17115 Justiniano
17115 Justiniano è un asteroide della fascia principale. Scoperto nel 1999, presenta un'orbita caratterizzata da un semiasse maggiore pari a 2,904571 UA e da un'eccentricità di 0,063078, inclinata di 1,594764° rispetto all'eclittica. Ha un diametro di 3,968 km.